# Emily Jane Lott
Emily Jane Lott (1947-2025) fue una botánica y profesora estadounidense, que trabajó con las familias Acanthaceae, Agavaceae, Boraginaceae, Bromeliaceae, Euphorbiaceae. Realizó extensas expediciones botánicas por México.

## Algunas publicaciones

### Libros
- 1963. The Hoosier Tree Planter's Manual. Extension circular 499. Ed. Purdue Univ. Coop. Extension Service, 20 pp.

## Honores

### Eponimia
- (Aristolochiaceae) Aristolochia emiliae Santana Mich. & Solís[3]
- (Euphorbiaceae) Euphorbia lottiae V.W. Steinm.
- La abreviatura «E.J.Lott» se emplea para indicar a Emily Jane Lott como autoridad en la descripción y clasificación científica de los vegetales.[4]